# Brenten
I Brenten o Frankfurter Brenten sono dei biscotti natalizi a base di marzapane tipici di Francoforte sul Meno, in Germania.

## Descrizione

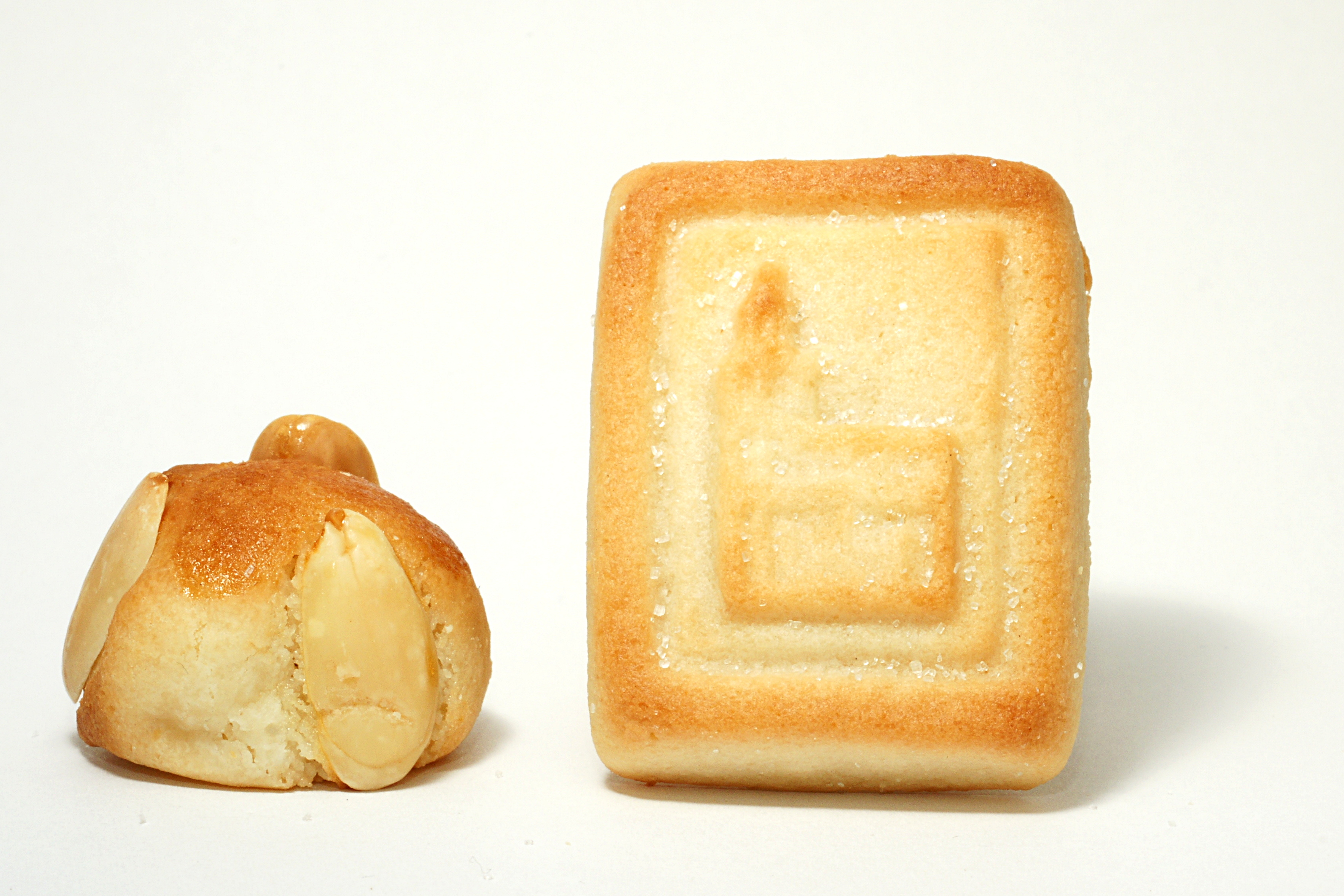
Un Brenten (a destra) ed un Bethmännchen.

L'impasto è assai simile a quello di un altro biscotto natalizio di Francoforte, i Bethmännchen, che molto probabilmente dai Brenten ha origine. In entrambi i casi la base è il marzapane. Di ricette, tuttavia, ne esistono diverse versioni, ed ogni famiglia conserva la propria.
L'impasto viene poi messo in piccoli stampi rettangolari in legno, spesso caratterizzati da disegni in rilievo, che danno loro la tipica forma. Originariamente venivano cotti in grandi teglie, e successivamente tagliati, ma il successo dei Bethmännchen, più piccoli e più comodi da mangiare, spinse i pasticceri a realizzarli singolarmente.
Lo scrittore Eduard Mörike ha dedicato ai Brenten una poesia, Frankfurter Brenten, che è una ricetta in versi.